# محمد طاهر الأتاسي
محمد طاهر بن خالد بن عبد الستار الأتاسي (1860 - 18 أبريل 1940) (1276 - 11 ربيع الأول 1359) فقيه حنفي وقاضي شرعي وشاعر سوري عثماني. ولد في حمص لعائلة معروفة ونشأ بها. درس في مدرسة القضاء الشرعي في إسطنبول. تولٌى القضاء سنة 1888 بحوران ثم تنقل في عدة ولايات وإيالات عثمانية حتى تولّى الإفتاء بحمص سنة 1913 وكان والده خالد الأتاسي مفتيها قبله. كان أديبًا وله نظم وعدة كتب مطبوعة ومخطوطة، وقصائد متفرقة. توفي في مسقط رأسه عن 80 عامًا.

## سيرته
هو محمد طاهر بن خالد بن عبد الستار الأتاسي. ولد سنة 1276 هـ/ 1860 م في مدينة حمص مركز سنجق حمص بإيالة طرابلس الشام العثمانية، ونشأ بها. تلقى علومه في مدرسة القضاء الشرعي بإسطنبول، وأخد عن محمود حمزة، وبدر الدين الحسني وغيرهما. 

عُيّن قاضيًا في حوران سنة 1306 هـ، ثم تنقل في مدن مختلفة منها نابلس والكرك ودنيزلي وأضنة والقدس والبصرة. تولّى الإفتاء بحمص سنة 1333 هـ/ 1915 م حتى وفاته.

اشتغل بالتدريس، من الذين استجازوه وسمعوا منه: محمد العربي العزُّوزي الإدريسي الحسني، ومصطفى السباعي. ومن الذين درسوا عليه: زاهد بن عبد الساتر الأتاسي، وصفي المسدي، ومحمد علي العطر، ومحمود بن بدري السباعي، وحسن شمس الدين. وكان له حلقة درس في جامع خالد بن الوليد بعد صلاة الجمعة، وهو درس ورثه عن آبائه وأجداده. رأس مؤتمر علماء الشام الأول في 11 رجب 1357/ 6 سبتمبر 1938. وكذلك برز في فن الخط وكان خطاطاً، كتب بقلمه المصحف كاملاً، ومن ذلك نسخة كتبها بخط الإجازة كانت موجودة في مسجد خالد بن الوليد، ثم نقلت إلى متحف دائرة الأوقاف بحمص. وكان له مواقف دفاعية عن المسيحيين في محافظة حمص. 

توفي يوم الجمعة 11 ربيع الأول 1359/ 18 أبريل (نيسان) 1940 في مسقط رأسه ودفن في مدافن العائلة فيها. 

## حياته الشخصية‌
تزوَّج بابنة عمه نفيسة بنت أحمد أفندي بن محمد سعيد أفندي الأتاسي، وأنجبت له ابنيه فيضي الأتاسي، و إسحاق الذي توفي صغيراً.

## أدبه
كان عارفًا بالأدب، له نظم. كان ملمًا بالموسيقى. جاء في معجم البابطين عن شاعريته «يدور شعره حول المدح والرثاء اللذين اختص بهما أولي الفضل من العلماء في زمانه، وكتب في تقريظ الكتب، وله شعر في المناسبات الدينية، وكتب في مديح النبي (ص)، كما كتب في الغزل، يميل إلى استخلاص الحكم، ويتجه إلى النصح والاعتبار بذكر البلى والفناء. تتسم لغته بالطواعية مع ميلها إلى البث المباشر الذي يفتقر - في كثير من طرحه - إلى عنصر الخيال، وحرارة العاطفة. يتميز بنفس شعري طويل، يمارس التأريخ الشعري ويهتم بفنون البديع كالجناس والطباق والتقسيم.» 

## آثاره
من مؤلفاته:
- «الرد على الأحمدية القاديانية»
- سواطع الحقِّ المبين في الردِّ على مَنْ أنكر أنَّ سيدنا محمد خاتم النبيين»، 1931
- «الأجوبة النفائس في حكم ما اندرس من المقابر والمساجد والمدارس»
- إكمال «شرح مجلة الأحكام العدلية»، بدأ به والده، وأكمله هو في عدة مجلدات.
- مجموعة فتاوى
- ديوان شعره، مخطوط.